# Archytaea
Archytaea es un género botánico perteneciente a la familia Bonnetiaceae. Contiene siete especies.

## Taxonomía
El género fue descrito por Carl Friedrich Philipp von Martius  y publicado en Nova Genera et Species Plantarum . . . 1: 117. 1824[1826]. La especie tipo es: Archytaea triflora Mart. 

## Especies
- Archytaea alternifolia Hochr.
- Archytaea angustifolia Maguire
- Archytaea multiflora Benth.
- Archytaea pulcherrima Becc.
- Archytaea sessilis Scheff.
- Archytaea triflora Mart.
- Archytaea vahlii Choisy